# Manuel da Silva Martins

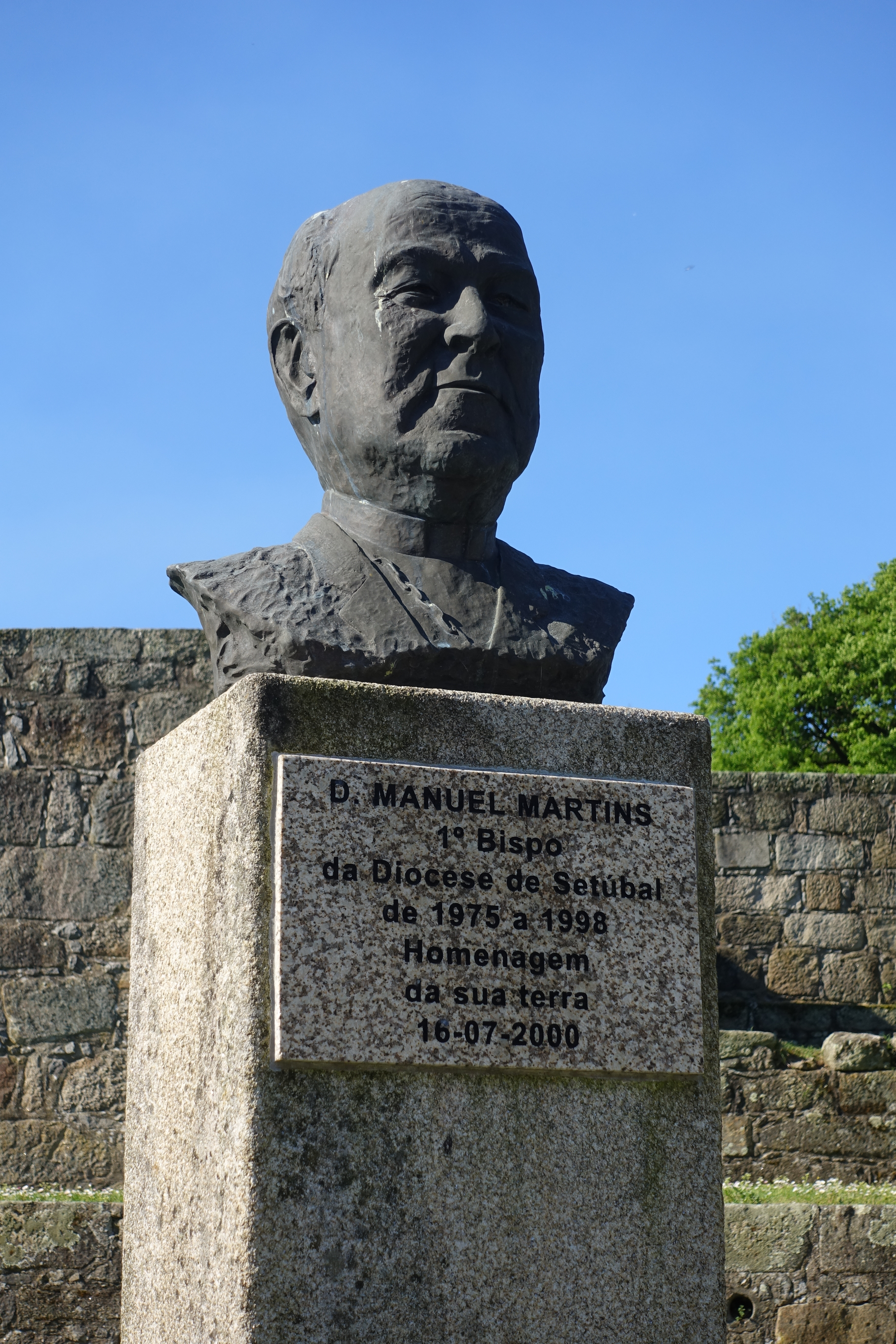
Denkmal in Manuel da Silva Martins’ Heimatort

Manuel da Silva Martins (* 20. Januar 1927 in Leça do Balio; † 24. September 2017 in Maia) war ein portugiesischer Geistlicher und römisch-katholischer Bischof von Setúbal.

## Leben
Manuel da Silva Martins studierte Theologie und Philosophie am Seminar in Porto und empfing am 12. August 1951 die Priesterweihe. Nach einem Doktoratsstudium an der Gregoriana in Rom war er Professor für Kanonisches Recht am Großen Seminar in Porto, später deren Vizerektor. Er war von 1969 bis 1975 Generalvikar in Porto.
Papst Paul VI. ernannte ihn am 16. Juli 1975 zum ersten Bischof des mit gleichem Datum errichteten Bistums Setúbal. Der Bischof von Porto, António Ferreira Gomes, spendete ihm am 26. Oktober desselben Jahres die Bischofsweihe; Mitkonsekratoren waren Domingos de Pinho Brandão, Weihbischof in Porto, und António Baltasar Marcelino, Weihbischof in Lissabon. Am 23. April 1998 nahm Papst Johannes Paul II. sein vorzeitiges Rücktrittsgesuch an.
Manuel da Silva Martins war Präsident der Bischofskommission für soziale und gemeinnützige Aktion und Präsident der Bischofskommission für Migration und Tourismus. Des Weiteren engagierte er sich als Präsident der portugiesischen Sektion von Pax Christi und der Fundação SPES.
Seine Predigten wurde veröffentlicht; er war außerordentlich präsent in Radio, Fernsehen und Presse. Er verurteilte den Hunger in der Welt und die Arbeitslosigkeit viele Menschen in seiner Diözese. Er verurteilte die unmenschliche Demütigung von Zigeunern und Migranten sowie Armen und Obdachlosen.
Er wurde Ehrenbürger mehrerer Städte und Gemeinden in Portugal. Er erhielt die Ehrendoktorwürde der Universität Lusíada. 2015 wurde Martins die Medaille des Ordem de Timor-Leste verliehen.